# Địa lý Algérie

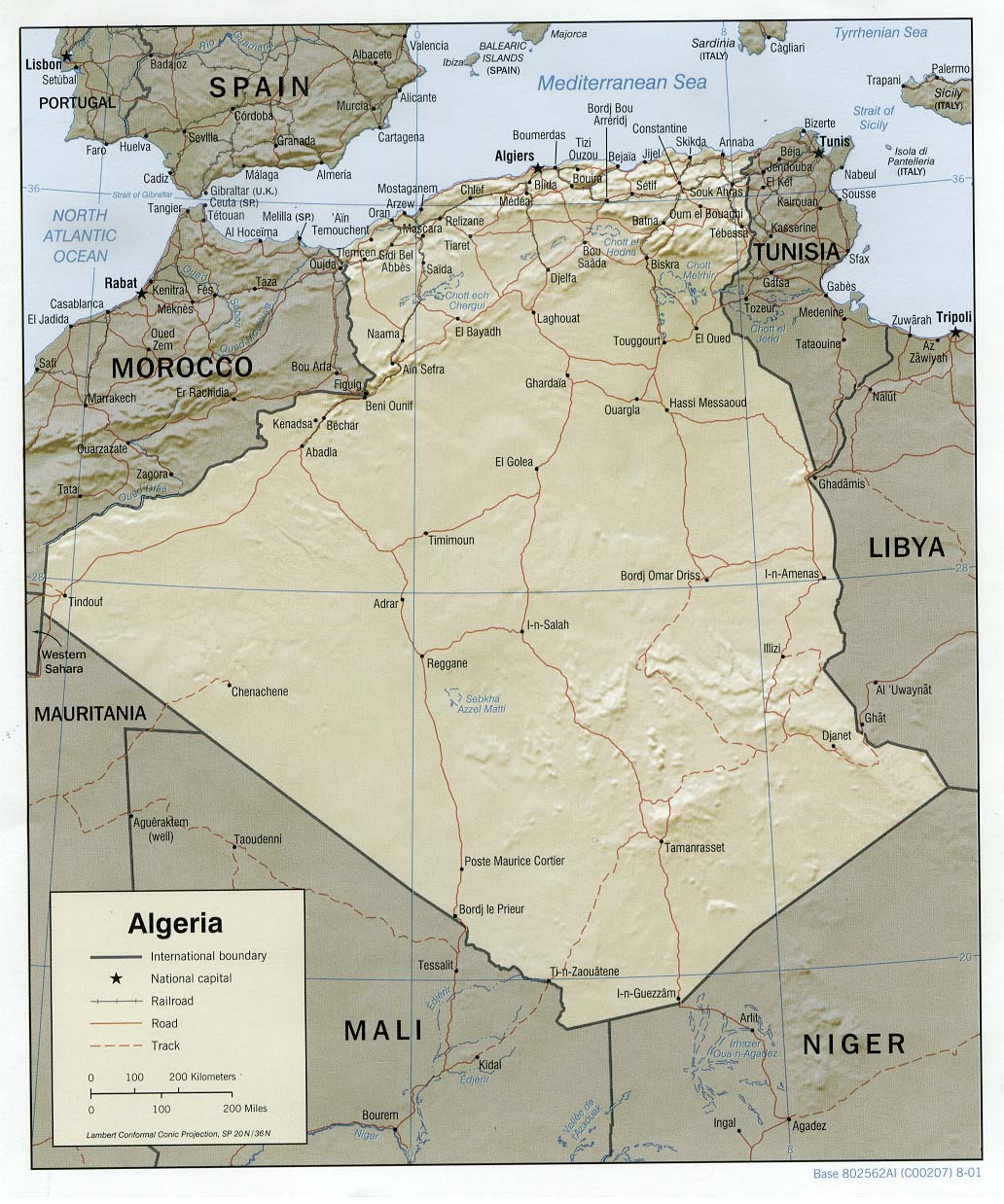
Bản đồ cứu trợ bóng mờ của Algérie với các khu định cư và đường bộ

Algérie có diện tích 2.381.741 km² với hơn 4/5 lãnh thổ là sa mạc, nước này nằm ở Bắc Phi, giữa Maroc và Tunisia. Đây là quốc gia có diện tích lớn nhất ở châu Phi. Tên Ả Rập của nước này Al Jazair (các đảo), có nguồn gốc từ tên của thủ đô Algiers (Al Jazair trong tiếng Ả Rập), theo tên một nhóm đảo trước đây làm bến cảng. Quốc gia này có bờ biển Địa Trung Hải dài, phần lớn trong số đó là biển Alboran, phần phía tây của Địa Trung Hải. Phần phía bắc là một vùng núi, thung lũng và cao nguyên giữa biển Địa Trung Hải và sa mạc Sahara tạo nên một phần không thể tách rời của Bắc Phi gọi là Maghreb. Khu vực này bao gồm Maroc, Tunisia, và khu vực phía tây bắc của Libya, được biết đến trong lịch sử gọi là Tripolitania.

## Kích thước và biên giới
Đường bờ biển: 1622 km
Tuyên bố hàng hải:
Vùng đặc quyền kinh tế: 32-52 hải lý (59,3–96,3 km)
Lãnh hải: 12 hải lý (22,2 km)

## Các khu vực địa lý

### Tell Atlas, cao nguyên và Saharan Atlas
Trải dài từ biên giới Maroc, Tell Atlas, bao gồm cả hệ tầng Djebel Babor, là sự bao phủ của dãy núi Tây Bắc. Trải dài hơn 600 km về phía đông từ biên giới Maroc, khu vực cao nguyên (thường được gọi bằng tên tiếng Pháp Hautes Plaines hoặc Hauts Plateaux) bao gồm các đồng bằng nhấp nhô, giống như thảo nguyên nằm giữa dãy Tell và Saharan Atlas. Độ cao trung bình từ 1100–1300 m (3600–4300 ft) ở phía tây, giảm xuống 400 m (1300 ft) ở phía đông. Khí hậu khô hạn đến nỗi những vùng đồng bằng này đôi khi được cho là một phần của sa mạc Sahara. Khu vực cao nguyên được bao phủ bởi các mảnh đất phù sa hình thành khi các ngọn núi bị xói mòn. Một dự án sườn núi thường xuyên qua lớp phù sa để làm gián đoạn sự đơn điệu của cảnh quan.
Cao hơn và liên tục hơn so với Tell Atlas, dãy Atlas Sahara được hình thành từ ba khối núi: Dãy Ksour gần biên giới Maroc, dãy Amour và dãy Ouled-Naïl ở phía nam Algiers. Những ngọn núi có lượng mưa nhiều hơn so với các cao nguyên, bao gồm một số vùng đất chăn thả tốt. Nguồn nước trên sườn phía nam của các khối núi này biến mất vào sa mạc nhưng cung cấp các giếng của nhiều ốc đảo dọc theo rìa phía bắc của sa mạc, trong đó Biskra, Laghouat, và Béchar là nổi bật nhất.

### Đông bắc Algérie
Đông Algérie bao gồm một khu vực rộng lớn bị chia cắt thành núi, đồng bằng và lưu vực. Nó khác với phần phía tây của đất nước trong đó các đặc điểm địa hình nổi bật của nó không song song với bờ biển. Trong khu vực phía nam của nó, các vách đá dốc đứng và rặng núi dài của dãy núi Aurès tạo ra một nơi trú ẩn gần như không thể xuyên thủng đã đóng một phần quan trọng trong lịch sử của Maghrib kể từ thời La Mã. Gần bờ biển phía bắc, dãy núi Petite Kabylie được tách ra khỏi dãy Grande Kabylie ở giới hạn phía đông của sông Tell bởi sông Soummam. Bờ biển chủ yếu là miền núi ở phần phía đông của đất nước, nhưng đồng bằng hạn chế cung cấp các vùng nội địa cho các thành phố cảng Bejaïa, Skikda và Annaba. Trong nội địa của khu vực, vùng đồng bằng rộng lớn đánh dấu khu vực xung quanh Setif và Constantine; những đồng bằng này được phát triển trong thời kỳ thuộc địa Pháp như là các trung tâm chính của canh tác ngũ cốc. Gần Constantine, đầm lầy muối cung cấp đất chăn thả theo mùa cho những người chăn cừu bán nguyệt.

### Sahara
Phần Sahara của Algerie kéo dài về phía nam của Saharan Atlas với 1500 km (930 mi) đến các biên giới Niger và Mali. Sa mạc là một nơi khác trên thế giới, hiếm khi được coi là một phần không thể tách rời của đất nước. Tuy nhiên, ngoài việc bị bao phủ bởi cát, nó là một vùng có sự đa dạng lớn. Các khu vực cồn cát lớn gọi là gò (sing., Erg) chiếm khoảng một phần tư lãnh thổ. Khu vực lớn nhất như vậy là Grand Erg Oriental (Great Eastern Erg), nơi có những cồn cát lớn từ 2 đến 5 m (6,6 đến 16,4 ft) cách nhau khoảng 40 m (130 ft). Phần lớn phần còn lại của sa mạc được bao phủ bởi nền tảng đá gọi là humud (sing, hamada), và gần như toàn bộ khu đông nam được đưa lên bởi khối lượng cao, phức tạp của vùng cao nguyên Ahaggar và Tassili n'Ajjer, một số phần trong đó đạt hơn 2.000 m (6.600 ft). Xung quanh Ahaggar là sa thạch cao nguyên, cắt thành hẻm núi sâu bởi những con sông cổ, và phía tây một sa mạc sỏi trải dài đến biên giới Mali.
Sa mạc bao gồm các khu vực phía bắc và phía nam dễ phân biệt, khu vực phía bắc mở rộng về phía nam một chút ít hơn một nửa khoảng cách đến các biên giới Niger và Mali. Phía bắc, ít khô cằn hơn về phía nam, hỗ trợ hầu hết số ít người sống trong khu vực và chứa hầu hết các phần sa mạc của sa mạc. Đồi cát là những đặc điểm nổi bật nhất của địa hình khu vực này, nhưng giữa các khu vực sa mạc của Grand Erg Oriental và Grand Erg Occidental (Great Western Erg) và kéo dài về phía bắc đến Atlas Saharien là cao nguyên, bao gồm cả Tademaït và một cấu trúc đá vôi phức tạp được gọi là M'zab nơi Mozabite người Berber đã định cư. Khu vực phía nam của sa mạc Sahara gần như hoàn toàn khô cằn và chỉ có cư dân Tuareg mới sinh sống và gần đây, bởi các công nhân trại dầu. Đá cằn cỗi chiếm ưu thế, nhưng ở một số nơi của các mỏ phù sa Ahaggar và Tassili n'Ajjer cho phép trồng trọt trong vườn.

## Khí hậu và thủy văn
Bắc Algerie nằm trong vùng ôn đới và có khí hậu Địa Trung Hải ôn hòa. Tuy nhiên, địa hình đứt gãy của nó mang lại sự tương phản sắc nét của địa phương ở cả nhiệt độ hiện hành và tỷ lệ mưa. Sự thay đổi hàng năm trong điều kiện khí hậu cũng phổ biến. Khu vực này, nơi sinh sống của nhiều dân nhất ở Algerie, thường được gọi là Tell.
Trong Tell, nhiệt độ trong mùa hè trung bình từ 21 đến 42 °C (70 và 108 °F) vào mùa đông giảm xuống 10 đến 12 °C (50 đến 54 °F). Khí hậu mùa đông không lạnh, nhưng độ ẩm cao và các ngôi nhà hiếm khi được sưởi ấm đầy đủ. Ở phía đông Algeria, nhiệt độ trung bình thấp hơn một chút, và trên các thảo nguyên của nhiệt độ mùa đông cao nguyên chỉ lơ lửng một vài độ trên đóng băng. Một đặc điểm nổi bật của khí hậu trong khu vực này là sirocco, một cơn gió phía nam bụi bặm, nghẹn ngào thổi bay ra khỏi sa mạc, đôi khi có tác động mạnh. Gió này thỉnh thoảng cũng đi vào bờ biển Tell. 
Ở Algerie chỉ có một góc tương đối nhỏ của sa mạc Sahara nằm trên vùng nhiệt đới của chòm sao ở vùng trũng, nhưng ngay cả vào mùa đông, nhiệt độ sa mạc giữa trưa có thể rất nóng. Tuy nhiên, sau khi mặt trời lặn, không khí trong lành, khô ráo cho phép mất nhiệt nhanh chóng, và những đêm mát mẻ để lạnh. Phạm vi nhiệt độ hàng ngày rất lớn được ghi lại. 
Lượng mưa khá dồi dào dọc theo phần bờ biển của sông Tell, dao động từ 400 đến 670 mm (15,7 đến 26,4 in) mỗi năm, lượng mưa tăng từ tây sang đông. Lượng mưa là lớn nhất ở phía bắc của miền đông Algeria, nơi nó đạt tới 1.000 mm (39,4 in) trong một vài năm. Xa hơn trong đất, lượng mưa ít phong phú hơn. Gió thịnh hành ở phía đông và đông bắc vào mùa hè chuyển sang tây và bắc trong mùa đông và mang theo chúng tăng lượng mưa từ tháng 9 đến tháng 12, giảm vào cuối những tháng mùa đông và mùa xuân, và gần như không có mưa trong những tháng mùa hè.

## Địa hình
Việc khai hoang đất để sử dụng trong nông nghiệp và chặt cây trong nhiều thế kỷ đã làm giảm đáng kể sự giàu có của rừng một lần. Cháy rừng cũng đã làm thiệt hại của họ. Trong phần cao hơn và ẩm ướt hơn của Tell Atlas, sồi bần và thông Aleppo mọc trong đất dày. Ở mức thấp hơn trên đất mỏng hơn, cây bụi chịu hạn chiếm ưu thế. Grapevine là bản địa của vùng đất thấp ven biển, và cỏ và cây bụi bao phủ cao nguyên. Trên bản đồ Sahara, ít tồn tại của các khu rừng rộng lớn của Atlas tuyết tùng đã được khai thác làm nhiên liệu và gỗ từ thời cổ đại.
Trữ lượng rừng ở Algeria đã giảm nghiêm trọng trong thời kỳ thuộc địa. Năm 1967, tính toán diện tích rừng của đất nước mở rộng không quá 24.000 km2 (9,300 sq mi) của địa hình, trong đó 18.000 km2 (6.900 sq mi) bị phát triển quá mức với cây cọ và cây bụi. Ngược lại, rừng vào năm 1830 đã bao phủ 50.000 km2 (19.000 dặm vuông). Tuy nhiên, vào giữa những năm 1970, chính phủ bắt tay vào một chương trình tái trồng rừng rộng lớn để giúp kiểm soát xói lở, được ước tính sẽ ảnh hưởng đến 100.000 mét khối (3.500.000 m3) đất trồng trọt hàng năm. Trong số các dự án là một dự án tạo ra một chướng ngại vật (rào chắn xanh) ít nhiều theo đường dốc của Sahara Atlas và kéo dài từ Ma-rốc đến biên giới Tunisia trong một khu vực dài 1500 km (930 mi) và lên tới 20 km (12 mi)) rộng.
Đỉnh đập bao gồm chủ yếu là thông Aleppo, một loài có thể phát triển mạnh trong các khu vực có lượng mưa ít ỏi. Nó được thiết kế để khôi phục lại một sự cân bằng sinh thái bị hư hỏng và ngăn chặn sự xâm lấn ở phía bắc của sa mạc Sahara. Vào đầu những năm 1980, sa mạc đã thâm nhập khoảng cách đồi núi giữa Atlas Sahara và Dãy núi Aurès đến tận thị trấn Bou Saâda, một điểm tốt trong vùng Cao nguyên. Dự án đập đập đã kết thúc vào cuối những năm 1980 vì thiếu vốn.